# Odo drescoi
Odo drescoi is een spinnensoort in de taxonomische indeling van de stekelpootspinnen (Zoridae).
Het dier behoort tot het geslacht Odo. De wetenschappelijke naam van de soort werd voor het eerst geldig gepubliceerd in 1955 door Lodovico di Caporiacco.